# Azrijau
Azrijau (auch: Izrijau) war ein in assyrischen Inschriften erwähnter König eines Stadtstaates in Syrien, der sich gegen den assyrischen Großkönig Tiglat-Pileser III. auflehnte.
In den Annalen Tiglat-Pilesers III. wird für das Jahr 738 v. Chr. ein Feldzug berichtet, in welchem der Großkönig einen Aufstand von Hamath und anderen syrischen Königtümern niederschlug. Darin wird auch ein Azrijau genannt, der Name seines Königtums ist jedoch nicht erhalten. Diese Person wurde früher mit Asarja von Juda in Verbindung gebracht, was jedoch aus chronologischen und geographischen Gründen unmöglich ist. Stattdessen fand die These, es handle sich dabei um einen König von Ja’udi (Samʼal), Verbreitung. Trotz ihrer hohen Akzeptanz ist sie jedoch unhaltbar, da die Könige Sam'als dieser Zeit namentlich bekannt sind. Die Herkunft Azrijaus bleibt daher unsicher. Möglicherweise ist er vielmehr mit dem Königreich Ḫatarikka-Luḫuti zu verbinden.
Ein weiteres Keilschrift-Fragment, welches auf Azrijau gedeutet wurde, muss anders ergänzt und gelesen werden und entfällt somit für die Diskussion.
Interessant ist, dass der Name das theophore Element *-jau enthält und somit die Verehrung des Gottes JHWH weit nördlich Israels bezeugt.